# Rosenwiller
Rosenwiller (en alsacià Rosewiller) és un municipi francès, situat a la regió del Gran Est, al departament del Baix Rin. L'any 2007 tenia 680 habitants. Limita amb Mollkirch, Rosheim, Dorlisheim, Gresswiller i Mutzig.
Forma part del cantó de Molsheim, del districte de Molsheim i de la Comunitat de comunes de les Portes de Rosheim.

## Demografia
| 1962 | 1968 | 1975 | 1982 | 1990 | 1999 |
| ---- | ---- | ---- | ---- | ---- | ---- |
| 466  | 493  | 484  | 529  | 533  | 616  |

## Administració
| Període | Identitat      | Partit |
| ------- | -------------- | ------ |
| 2008-   | Philippe Wantz |        |